# Guillermo Maripán
Guillermo Alfonso Maripán Loaysa (Santiago del Cile, 6 maggio 1994) è un calciatore cileno, difensore del Torino e della nazionale cilena, della quale è capitano.

## Caratteristiche tecniche
Difensore centrale di piede destro, è molto forte fisicamente e dispone, oltre che di una buona capacità di impostazione, anche di una forte personalità e temperamento, che spesso hanno comportato alcune sanzioni disciplinari.

## Carriera

### Club
Dopo avere mosso i primi passi tra i professionisti con l'Universidad Católica il 7 luglio 2017 si trasferisce in Europa all'Alavés.
Il 24 agosto 2019 viene acquistato dal Monaco. Coi monegaschi è autore di buone prestazioni, segnalandosi in particolare nel 2020-2021 per avere realizzato 5 reti in campionato (una di queste nel successo per 0-2 in casa del Paris Saint-Germain) risultando essere il difensore più prolifico nei maggiori campionati europei. Nella stessa stagione i biancorossi hanno raggiunto la finale di coppa nazionale in cui sono stati sconfitti dal Paris Saint-Germain per 2-0.
Il 29 agosto 2024 viene acquistato dal Torino. Fa il suo esordio con i granata, oltreché in Serie A, il 20 settembre seguente nel successo per 2-3 in casa del Verona. Il 1ºfebbraio 2025 segna il suo primo gol in serie A, firmando il gol del pareggio, poi definitivo, del Torino in casa dell'Atalanta (1-1)

### Nazionale
L'11 gennaio 2017 ha esordito in nazionale maggiore nell'amichevole vinta ai rigori contro la Croazia.
A partire dal 2018 s'impone come titolare della retroguardia cilena, arrivando a realizzare la sua prima rete per la massima selezione cilena il 31 maggio dello stesso anno nella sconfitta per 3-2 in amichevole contro la Romania.
Successivamente è stato convocato per la Copa América nel 2019, nel 2021 e nel 2024.
Il 10 ottobre 2024 indossa per la prima volta la fascia di capitano della Roja nella sfida persa in casa contro il Brasile (1-2).

## Statistiche

### Presenze e reti nei club
Statistiche aggiornate al 24 maggio 2025.
| Stagione                    | Squadra                     | Campionato                  | Campionato | Campionato | Coppe nazionali | Coppe nazionali | Coppe nazionali | Coppe continentali | Coppe continentali | Coppe continentali | Altre coppe | Altre coppe | Altre coppe | Totale | Totale |
| Stagione                    | Squadra                     | Comp                        | Pres       | Reti       | Comp            | Pres            | Reti            | Comp               | Pres               | Reti               | Comp        | Pres        | Reti        | Pres   | Reti   |
| --------------------------- | --------------------------- | --------------------------- | ---------- | ---------- | --------------- | --------------- | --------------- | ------------------ | ------------------ | ------------------ | ----------- | ----------- | ----------- | ------ | ------ |
| 2011-2012                   | Universidad Católica        | PD                          | 1          | 0          | CC              | -               | -               | -                  | -                  | -                  | -           | -           | -           | 1      | 0      |
| 2014-2015                   | Universidad Católica        | PD                          | 2+3        | 0          | CC              | -               | -               | CS                 | 4                  | 0                  | -           | -           | -           | 9      | 0      |
| 2015-2016                   | Universidad Católica        | PD                          | 23+4       | 2          | CC              | 3               | 0               | CS                 | 1                  | 0                  | SC          | 1           | 0           | 32     | 2      |
| 2016-2017                   | Universidad Católica        | PD                          | 26         | 1          | CC              | -               | -               | CL                 | 5                  | 0                  | -           | -           | -           | 31     | 1      |
| Totale Universidad Católica | Totale Universidad Católica | Totale Universidad Católica | 52+7       | 3          |                 | 3               | 0               |                    | 10                 | 0                  |             | 1           | 0           | 73     | 3      |
| 2017-2018                   | Alavés                      | PD                          | 19         | 0          | CR              | 3               | 0               | -                  | -                  | -                  | -           | -           | -           | 22     | 0      |
| 2018-2019                   | Alavés                      | PD                          | 23         | 2          | CR              | 2               | 0               | -                  | -                  | -                  | -           | -           | -           | 25     | 2      |
| ago. 2019                   | Alavés                      | PD                          | 1          | 0          | CR              | 0               | 0               | -                  | -                  | -                  | -           | -           | -           | 1      | 0      |
| Totale Alavés               | Totale Alavés               | Totale Alavés               | 43         | 2          |                 | 5               | 0               |                    | -                  | -                  |             | -           | -           | 48     | 2      |
| 2019-2020                   | Monaco                      | L1                          | 20         | 2          | CF+CdL          | 2+2             | 0               | -                  | -                  | -                  | -           | -           | -           | 24     | 2      |
| 2020-2021                   | Monaco                      | L1                          | 28         | 5          | CF              | 3               | 0               | -                  | -                  | -                  | -           | -           | -           | 31     | 5      |
| 2021-2022                   | Monaco                      | L1                          | 26         | 0          | CF              | 3               | 1               | UCL+UEL            | 2+6                | 0                  | -           | -           | -           | 37     | 1      |
| 2022-2023                   | Monaco                      | L1                          | 26         | 3          | CF              | 0               | 0               | UCL+UEL            | 2+5                | 1+0                | -           | -           | -           | 33     | 4      |
| 2023-2024                   | Monaco                      | L1                          | 23         | 1          | CF              | 2               | 0               | -                  | -                  | -                  | -           | -           | -           | 25     | 1      |
| Totale Monaco               | Totale Monaco               | Totale Monaco               | 123        | 11         |                 | 12              | 1               |                    | 15                 | 1                  |             | -           | -           | 150    | 13     |
| 2024-2025                   | Torino                      | A                           | 28         | 1          | CI              | 1               | 0               | -                  | -                  | -                  | -           | -           | -           | 29     | 1      |
| Totale carriera             | Totale carriera             | Totale carriera             | 253        | 17         |                 | 21              | 1               |                    | 25                 | 1                  |             | 1           | 0           | 300    | 19     |

### Cronologia presenze e reti in nazionale
| Cronologia completa delle presenze e delle reti in nazionale ― Cile | Cronologia completa delle presenze e delle reti in nazionale ― Cile | Cronologia completa delle presenze e delle reti in nazionale ― Cile | Cronologia completa delle presenze e delle reti in nazionale ― Cile | Cronologia completa delle presenze e delle reti in nazionale ― Cile | Cronologia completa delle presenze e delle reti in nazionale ― Cile | Cronologia completa delle presenze e delle reti in nazionale ― Cile | Cronologia completa delle presenze e delle reti in nazionale ― Cile |
| Data                                                                | Città                                                               | In casa                                                             | Risultato                                                           | Ospiti                                                              | Competizione                                                        | Reti                                                                | Note                                                                |
| ------------------------------------------------------------------- | ------------------------------------------------------------------- | ------------------------------------------------------------------- | ------------------------------------------------------------------- | ------------------------------------------------------------------- | ------------------------------------------------------------------- | ------------------------------------------------------------------- | ------------------------------------------------------------------- |
| 11-1-2017                                                           | Nanning                                                             | Cile                                                                | 1 – 1 dts (5 - 2 dtr)                                               | Croazia                                                             | Amichevole                                                          | -                                                                   |                                                                     |
| 15-1-2017                                                           | Nanning                                                             | Islanda                                                             | 0 – 1                                                               | Cile                                                                | Amichevole                                                          | -                                                                   | 85’                                                                 |
| 2-6-2017                                                            | Ñuñoa                                                               | Cile                                                                | 3 – 0                                                               | Burkina Faso                                                        | Amichevole                                                          | -                                                                   |                                                                     |
| 24-3-2018                                                           | Solna                                                               | Svezia                                                              | 1 – 2                                                               | Cile                                                                | Amichevole                                                          | -                                                                   |                                                                     |
| 27-3-2018                                                           | Aalborg                                                             | Danimarca                                                           | 0 – 0                                                               | Cile                                                                | Amichevole                                                          | -                                                                   |                                                                     |
| 31-5-2018                                                           | Hartberg                                                            | Romania                                                             | 3 – 2                                                               | Cile                                                                | Amichevole                                                          | 1                                                                   |                                                                     |
| 4-6-2018                                                            | Graz                                                                | Serbia                                                              | 0 – 1                                                               | Cile                                                                | Amichevole                                                          | 1                                                                   |                                                                     |
| 8-6-2018                                                            | Poznań                                                              | Polonia                                                             | 2 – 2                                                               | Cile                                                                | Amichevole                                                          | -                                                                   |                                                                     |
| 11-9-2018                                                           | Suwon                                                               | Corea del Sud                                                       | 0 – 0                                                               | Cile                                                                | Amichevole                                                          | -                                                                   |                                                                     |
| 12-10-2018                                                          | Miami                                                               | Perù                                                                | 3 – 0                                                               | Cile                                                                | Amichevole                                                          | -                                                                   |                                                                     |
| 17-10-2018                                                          | Santiago de Querétaro                                               | Messico                                                             | 0 – 1                                                               | Cile                                                                | Amichevole                                                          | -                                                                   |                                                                     |
| 17-11-2018                                                          | Rancagua                                                            | Cile                                                                | 2 – 3                                                               | Costa Rica                                                          | Amichevole                                                          | -                                                                   | 90’                                                                 |
| 21-11-2018                                                          | Temuco                                                              | Cile                                                                | 4 – 1                                                               | Honduras                                                            | Amichevole                                                          | -                                                                   | 50’                                                                 |
| 23-3-2019                                                           | San Diego                                                           | Messico                                                             | 3 – 1                                                               | Cile                                                                | Amichevole                                                          | -                                                                   |                                                                     |
| 26-3-2019                                                           | Houston                                                             | Stati Uniti                                                         | 1 – 1                                                               | Cile                                                                | Amichevole                                                          | -                                                                   | 70’                                                                 |
| 7-6-2019                                                            | La Serena                                                           | Cile                                                                | 2 – 1                                                               | Haiti                                                               | Amichevole                                                          | -                                                                   | 46’                                                                 |
| 17-6-2019                                                           | San Paolo                                                           | Giappone                                                            | 0 – 4                                                               | Cile                                                                | Coppa America 2019 - 1º turno                                       | -                                                                   |                                                                     |
| 21-6-2019                                                           | Salvador                                                            | Ecuador                                                             | 1 – 2                                                               | Cile                                                                | Coppa America 2019 - 1º turno                                       | -                                                                   |                                                                     |
| 24-6-2019                                                           | Rio de Janeiro                                                      | Cile                                                                | 0 – 1                                                               | Uruguay                                                             | Coppa America 2019 - 1º turno                                       | -                                                                   |                                                                     |
| 28-6-2019                                                           | Manaus                                                              | Colombia                                                            | 0 – 0 (4 – 5 dtr)                                                   | Cile                                                                | Coppa America 2019 - Quarti di finale                               | -                                                                   |                                                                     |
| 3-7-2019                                                            | Porto Alegre                                                        | Cile                                                                | 0 – 3                                                               | Perù                                                                | Coppa America 2019 - Semifinale                                     | -                                                                   | 89’                                                                 |
| 6-7-2019                                                            | San Paolo                                                           | Argentina                                                           | 2 – 1                                                               | Cile                                                                | Coppa America 2019 - Finale 3º posto                                | -                                                                   | 50’                                                                 |
| 12-10-2019                                                          | Alicante                                                            | Colombia                                                            | 0 – 0                                                               | Cile                                                                | Amichevole                                                          | -                                                                   |                                                                     |
| 15-10-2019                                                          | Alicante                                                            | Cile                                                                | 3 – 2                                                               | Guinea                                                              | Amichevole                                                          | -                                                                   |                                                                     |
| 13-11-2020                                                          | Santiago del Cile                                                   | Cile                                                                | 2 – 0                                                               | Perù                                                                | Qual. Mondiali 2022                                                 | -                                                                   | 84’                                                                 |
| 17-11-2020                                                          | Caracas                                                             | Venezuela                                                           | 2 – 1                                                               | Cile                                                                | Qual. Mondiali 2022                                                 | -                                                                   | 8’                                                                  |
| 3-6-2021                                                            | Santiago del Estero                                                 | Argentina                                                           | 1 – 1                                                               | Cile                                                                | Qual. Mondiali 2022                                                 | -                                                                   |                                                                     |
| 8-6-2021                                                            | Santiago del Cile                                                   | Cile                                                                | 1 – 1                                                               | Bolivia                                                             | Qual. Mondiali 2022                                                 | -                                                                   |                                                                     |
| 14-6-2021                                                           | Rio de Janeiro                                                      | Argentina                                                           | 1 – 1                                                               | Cile                                                                | Coppa America 2021 - 1º turno                                       | -                                                                   |                                                                     |
| 18-6-2021                                                           | Cuiabá                                                              | Cile                                                                | 1 – 0                                                               | Bolivia                                                             | Coppa America 2021 - 1º turno                                       | -                                                                   | 81’                                                                 |
| 21-6-2021                                                           | Cuiabá                                                              | Uruguay                                                             | 1 – 1                                                               | Cile                                                                | Coppa America 2021 - 1º turno                                       | -                                                                   |                                                                     |
| 2-9-2021                                                            | Santiago del Cile                                                   | Cile                                                                | 0 – 1                                                               | Brasile                                                             | Qual. Mondiali 2022                                                 | -                                                                   | 90+6’                                                               |
| 7-10-2021                                                           | Lima                                                                | Perù                                                                | 2 – 0                                                               | Cile                                                                | Qual. Mondiali 2022                                                 | -                                                                   | 39’                                                                 |
| 10-10-2021                                                          | Santiago del Cile                                                   | Cile                                                                | 2 – 0                                                               | Paraguay                                                            | Qual. Mondiali 2022                                                 | -                                                                   |                                                                     |
| 14-10-2021                                                          | Santiago del Cile                                                   | Cile                                                                | 3 – 0                                                               | Venezuela                                                           | Qual. Mondiali 2022                                                 | -                                                                   |                                                                     |
| 11-11-2021                                                          | Asunción                                                            | Paraguay                                                            | 0 – 1                                                               | Cile                                                                | Qual. Mondiali 2022                                                 | -                                                                   |                                                                     |
| 16-11-2021                                                          | Santiago del Cile                                                   | Cile                                                                | 0 – 2                                                               | Ecuador                                                             | Qual. Mondiali 2022                                                 | -                                                                   |                                                                     |
| 27-1-2022                                                           | Calama                                                              | Cile                                                                | 1 – 2                                                               | Argentina                                                           | Qual. Mondiali 2022                                                 | -                                                                   | 69’                                                                 |
| 16-11-2022                                                          | Varsavia                                                            | Polonia                                                             | 1 – 0                                                               | Cile                                                                | Amichevole                                                          | -                                                                   |                                                                     |
| 20-11-2022                                                          | Bratislava                                                          | Slovacchia                                                          | 0 – 0                                                               | Cile                                                                | Amichevole                                                          | -                                                                   | 46’                                                                 |
| 27-3-2023                                                           | Santiago del Cile                                                   | Cile                                                                | 3 – 2                                                               | Paraguay                                                            | Amichevole                                                          | -                                                                   |                                                                     |
| 20-6-2023                                                           | Santa Cruz de la Sierra                                             | Bolivia                                                             | 0 – 0                                                               | Cile                                                                | Amichevole                                                          | -                                                                   |                                                                     |
| 8-9-2023                                                            | Montevideo                                                          | Uruguay                                                             | 3 – 1                                                               | Cile                                                                | Qual. Mondiali 2026                                                 | -                                                                   |                                                                     |
| 12-9-2023                                                           | Santiago del Cile                                                   | Cile                                                                | 0 – 0                                                               | Colombia                                                            | Qual. Mondiali 2026                                                 | -                                                                   |                                                                     |
| 12-10-2023                                                          | Santiago del Cile                                                   | Cile                                                                | 2 – 0                                                               | Perù                                                                | Qual. Mondiali 2026                                                 | -                                                                   | 46’                                                                 |
| 16-11-2023                                                          | Santiago del Cile                                                   | Cile                                                                | 0 – 0                                                               | Paraguay                                                            | Qual. Mondiali 2026                                                 | -                                                                   | 22’                                                                 |
| 21-11-2023                                                          | Quito                                                               | Ecuador                                                             | 1 – 0                                                               | Cile                                                                | Qual. Mondiali 2026                                                 | -                                                                   |                                                                     |
| 29-6-2024                                                           | Orlando                                                             | Canada                                                              | 0 – 0                                                               | Cile                                                                | Coppa America 2024 - 1º turno                                       | -                                                                   |                                                                     |
| 10-10-2024                                                          | Santiago del Cile                                                   | Cile                                                                | 1 – 2                                                               | Brasile                                                             | Qual. Mondiali 2026                                                 | -                                                                   | cap.                                                                |
| 15-10-2024                                                          | Barranquilla                                                        | Colombia                                                            | 4 – 0                                                               | Cile                                                                | Qual. Mondiali 2026                                                 | -                                                                   | cap.                                                                |
| 15-11-2024                                                          | Lima                                                                | Perù                                                                | 0 – 0                                                               | Cile                                                                | Qual. Mondiali 2026                                                 | -                                                                   |                                                                     |
| 19-11-2024                                                          | Santiago del Cile                                                   | Cile                                                                | 4 – 2                                                               | Venezuela                                                           | Qual. Mondiali 2026                                                 | -                                                                   |                                                                     |
| 20-3-2025                                                           | Asunción                                                            | Paraguay                                                            | 1 – 0                                                               | Cile                                                                | Qual. Mondiali 2026                                                 | -                                                                   |                                                                     |
| 25-3-2025                                                           | Santiago del Cile                                                   | Cile                                                                | 0 – 0                                                               | Ecuador                                                             | Qual. Mondiali 2026                                                 | -                                                                   |                                                                     |
| 5-6-2025                                                            | Santiago del Cile                                                   | Cile                                                                | 0 – 1                                                               | Argentina                                                           | Qual. Mondiali 2026                                                 | -                                                                   | 86’                                                                 |
| Totale                                                              |                                                                     | Presenze                                                            | 55                                                                  |                                                                     | Reti                                                                | 2                                                                   |                                                                     |